# Tratado de Limerick

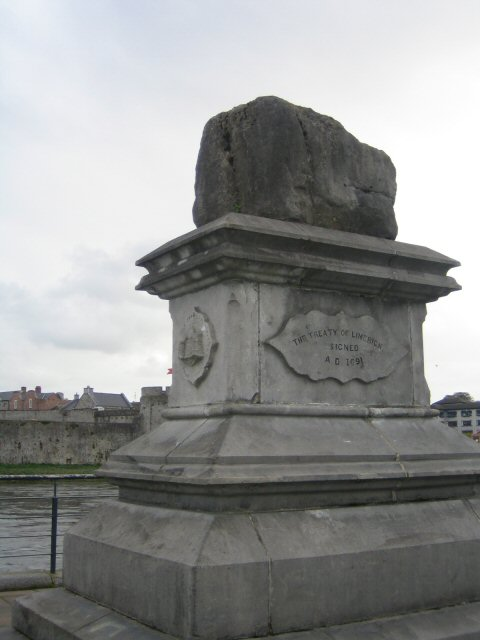
A Pedra do Tratado sobre a qual o Tratado de Limerick foi assinado.

O Tratado de Limerick colocou término à Guerra Guilhermita na Irlanda entre os jacobitas, e os partidários de Guilherme de Orange. Ele encerrou o cerco a Limerick. Na verdade o tratado constituiu-se de dois tratados que foram assinados em 3 de outubro de 1691. Acredita-se que eles foram assinados sobre a "Pedra do Tratado", um bloco irregular calcário que servia para auxiliar a montar em cima dos cavalos. Esta pedra é atualmente exibida sobre um pedestal em Limerick, por isso essa povoação é algumas vezes conhecida como a "Cidade do Tratado".

## Os Artigos Militares
Estes artigos tratam do procedimento de dissolução do exército jacobita. Segundo os termos do tratado, os soldados jacobitas tinham a opção de partir para a França para continuar servindo a Jaime II na brigada irlandesa. Cerca de 14.000 jacobitas escolheram esta opção e deslocaram-se em direção ao sul, para Cork, onde embarcaram em navios para a França, muitos deles acompanhados por suas esposas e filhos. Esta jornada ficou conhecida como o Vôo dos Gansos Selvagens.
Os soldados jacobitas tinham também a opção de aderir ao exército guilhermita. 1.000 soldados escolheram esta opção. Uma terceira opção era a de voltar para casa. Cerca de 2.000 soldados jacobitas escolheram esta opção.
Este tratado tinha vinte e nove artigos, que foram acordados entre o Tenente-General Godert de Ginkell, comandante-em-chefe do exército inglês, e os tenentes-generais D'Usson e de Tesse, comandantes-em-chefe do exército irlandês. Os artigos foram assinados por D'Usson, Le Chevalier de Tesse, Latour Montfort, Patrick Sarsfield Conde de Lucan, Coronel Nicholas Purcell de Loughmoe, Mark Talbot, Jo Wauchop, Galmoy.

## Os Artigos Civis
Estes artigos protegiam os direitos dos derrotados jacobitas, que escolheram permanecer na Irlanda, a maioria dos quais eram católicos. As suas propriedades não seriam confiscadas, desde que jurassem fidelidade a Guilherme e a Maria II de Inglaterra, e os nobres católicos seriam autorizados a portar armas. Guilherme exigiu a paz na Irlanda, e, ao fazer parte da Liga de Augsburgo, aliou-se ao Papado em 1691.
Este Tratado continha treze artigos que foram acordados entre o Muito Honorável Sir Charles Porter, e Thomas Coningsby, Lordes de Justiça da Irlanda, e sua Excelência o Barão de Ginkle, Tenente-General e comandante-em-chefe do exército inglês, e o Muito Honorável Patrick Sarsfield, Conde de Lucan, Percy Visconde de Galmoy, Coronel Nicholas Purcell de Loughmoe, Coronel Nicholas Cusack, Sir Toby Butler, Coronel Dillon, e Coronel John Brown. O tratado foi assinado por Charles Porter, Thomas Coningsby, e o Barão de Ginkle, e testemunhado por Scavenmoer, H. Mackay, e T. Talmash.
Os artigos civis não foram honrados pelo vitorioso governo guilhermita por muito tempo, e portanto, o Papado voltou a reconhecer Jaime II como o legítimo rei da Irlanda a partir de 1693. Os poucos católicos que fizeram juramento de fidelidade em 1691-93 permaneceram protegidos, incluindo seus descendentes. A partir de 1695, uma série de duras leis penais foram promulgadas pelo parlamento irlandês para dificultar a vida dos irlandeses católicos que não tinham jurado fidelidade até 1695 a permaneceram católicos. Estas disposições tiveram um conseqüente efeito sobre a totalidade da população católica na Irlanda por décadas.